# 외튀켄숲
외튀켄숲(고대 튀르크어: 𐰇𐱅𐰜𐰤:𐰖𐰃𐱁 외튀켄 이시[Ötüken yïš], 한국 한자: 於都斤 어도편)은 돌궐 제1제국의 수도였다. 튀르크 신화와 텡그리교에서 신성한 영산으로, 초원의 부족들을 모두 다스릴 수 있는 중요한 장소로 등장한다. 어머니 대자연의 개념도 튀르크어로 외튀켄이라 했다. 돌궐이 멸망한 뒤 위구르 제국이 돌궐의 수도에 오르두발리크를 세웠는데, 이에 따르면 그 위치는 오늘날의 몽골국 우부르할가이주 카르코린이다. 
외튀켄숲 = KHARKHORIN 